# Riccardo Zandonai
Riccardo Zandonai, italijanski skladatelj, * 28. maj 1883, Sacco di Roveretto, † 5. junij 1944, Pesaro, Italija.

## Življenje
Glasbo je študiral na konservatoriju v Pesaru, kjer je bil njegov učitelj mdr. Pietro Mascagni, ki je imel nanj velik vpliv. Njegovo najbolj znano delo je opera v štirih dejanjih Francesca di Rimini, ki je bila prvič uprizorjena v Torinu 19. februarja 1914.
Ko je Giacomo Puccini spoznal, da ne bo mogel dokončati svoje opere Turandot, je z napotki in osnutki seznanil Zandonaia. Vendar mu je po očetovi smrti dokončanje preprečil Tonio Puccini. Opero je tako končal Franco Alfano. 
Leta 1935 je postal direktor konservatorija v Pesaru, kjer je pričel z uprizarjanjem pozabljenih oper Gioacchina Rossinija.

## Opere (izbor)
- Francesca da Rimini (1914)
- Julija in Romeo (1922)
- I cavalieri di Ekebù (1925)
- La farsa amorosa (1933)
- Poljub (nedokončana 1944)